# Сикард (Беневенто)
Сикард (на латински: Sicard; † 839) е лангобардски принц на Беневенто от 832 до 839 г.

## Биография
Той е син на Сико I (принц на Беневенто). Неговата сестра Ита (Итана) се омъжва за Видо I, херцог на Сполето. Брат е на Сиконулф (първият принц на Салерно 849 – 851 г.).
Сикард воювал дълго време против сарацините и своите съседи, особено против Соренто, Неапол и Амалфи. През 839 г. Сикард е убит от Раделчис I, а брат му Сиконулф е затворен в Таранто. Раделчис заема трона след това.